# Nurse Witch Komugi-chan Magikarte
Nurse Witch Komugi-chan Magikarte (ナースウィッチ小麦ちゃんマジカルて Nāsu Witchi Komugi-chan Majikarute?) es una serie de anime en formato OVA, coproducida por Tatsunoko Production y Kyoto Animation  con una duración total de cinco episodios, más uno especial. La serie es un spin-off del anime The SoulTaker.
Nurse Witch Komugi gira alrededor de Komugi Nakahara, una ídolo de Cosplay que tiene la capacidad de convertirse en Nurse Witch Komugi y así pelear contra varios villanos.
Posteriormente aparecieron 2 OVAs como secuela llamada Nurse Witch Komugi-Chan Magikarte Z (ナースウィッチ小麦ちゃんマジカルて Z, Nāsu Witchi Komugi-chan Majikarute Z).
Es una serie derivada en forma de comedia de The SoulTaker.

## Sinopsis
La historia gira en torno a Komugi Nakahara, una cosplayer que se convierte en Nurse Witch Komugi, una heroína que se enfrenta a varios villanos.